# 中国国民党中央执行委员会常务委员会
中国国民党中央执行委员会常务委员会，简称“中常会”，是中国国民党在大陆时期最高决策和执行机构。同时中常会行使立法职权，中国国民党的复决权大部分是在中常会行使。

## 历史
1924年1月中国国民党第一次全国代表大会之后，实行代表大会制和委员制。全国代表大会闭会期间最高决策机构为中央执行委员会，“中央执行委员会互选常务委员组织常务委员会，在中央执行委员会全体会议闭会期间执行职务，对中央执行委员会负其责任”。“中央执行委员会互选常务委员三人，组织秘书处，执行日常党务”，第一届中央执行委员会第一次全会推定中央执行委员廖仲恺、戴季陶、谭平山三人为常务委员，协助孙中山处理中央日常事务。
1926年1月25日，第二届中央执行委员会第一次全体会议选举成立了中央执行委员会常务委员会，推举蒋中正、汪兆铭、谭延闿、谭平山、林祖涵、胡汉民、陈公博、甘乃光、杨匏安九人为中央执行委员会常务委员，推举张静江为主席。“中常会” 这一体制正式产生。1927年3月，国民党二届三中全会通过了《统一党的领导机关决议案》，重申以全国代表大会为国民党最高权力机关，在全国代表大会后，党的权力机关为中央执行委员会，“在中央执行委员会前后两次全体会议之间，由全体会议互选之常务委员九人组成中央执行委员会常务委员会，对于党务、政治、军事行使最终议决权”；“在中央执行委员会之下，设政治委员会、军事委员会等”；并选出汪精卫、谭延闿、蒋中正、孙科、顾孟徐、谭平山、陈公博、徐谦、吴玉章为中央常委委员，九人均兼政治委员，汪精卫、谭延闿、蒋中正、孙科、徐谦、顾孟余兼军事委员”。
1928年2月7日，第二届中央执行委员会第四次全体会议通过一致推举戴季陶、丁惟汾、于右任、谭延闿、蒋中正为中央执行委员会常务委员。1928年10月3日，国民党中央执行委员会第172次常委会通过《训政纲领》与《国民政府组织法》。10月8日，中常会任命蒋介石为国民政府主席兼海陆空军总司令。
1931年12月，第四届中央执行委员会第一次全体会议通过推举中央执行委员会常务委员案，推举胡汉民、汪兆铭、蒋中正、于右任、叶楚伧、顾孟余、居正、孙科、陈果夫九人为常务委员。1933年2月，中常会第59次会议通过《国民参政会组织法》。第60次中常会又制定了《国民参政会会员选举法原则》。
1933年12月，第五届中央执行委员会第一次全体会议选举中央常务委员会委员为胡汉民、汪精卫、蒋介石、冯玉祥、丁惟汾、叶楚伧、孔祥熙、邹鲁、陈立夫九人，中央常务委员会设主席、副主席，胡汉民为主席，蒋介石为副主席。胡汉民远在欧洲，蒋介石成为中常会的实际主持人。
1938年3月31日，在武汉召开国民党“临全大会”，在修改的党章中增加“总裁”一章，大会授权蒋介石为总裁“统一党政军之指挥，负抗战建国之大任”。中央执行委员会互选九人至十五人作为“辅弼总裁决议党政大计之中央干部，其组成之党的最高权力机关——中央执行委员会常务委员会对总裁负责”，“中央执行委员会互选九人至十五人为常务委员，总裁、副总裁不在其内”。1938年4月1日，第五届第四次中全会推举丁惟汾、居正、于右任、戴季陶、孔祥熙、孙科、阎锡山、冯玉祥、叶楚伧、邹鲁、陈果夫、何应钦、李文范、白崇禧、陈公博十五人为中央常务委员。
1939年11月，第五届中央执行委员会第六次全体会议通过《改推常务委员案》，推王法勤、丁惟汾、邹鲁、孔祥熙、冯玉祥、阎锡山、陈果夫、李文范、何应钦、白崇禧、陈济棠、陈树人、张厉生、王泉笙、邓家彦十五人为中央常务委员，并以国民政府五院院长为常务委员会当然委员。

## 历任主席
1. 张静江
2. 蒋中正
3. 胡汉民